# Culture de la république démocratique du Congo

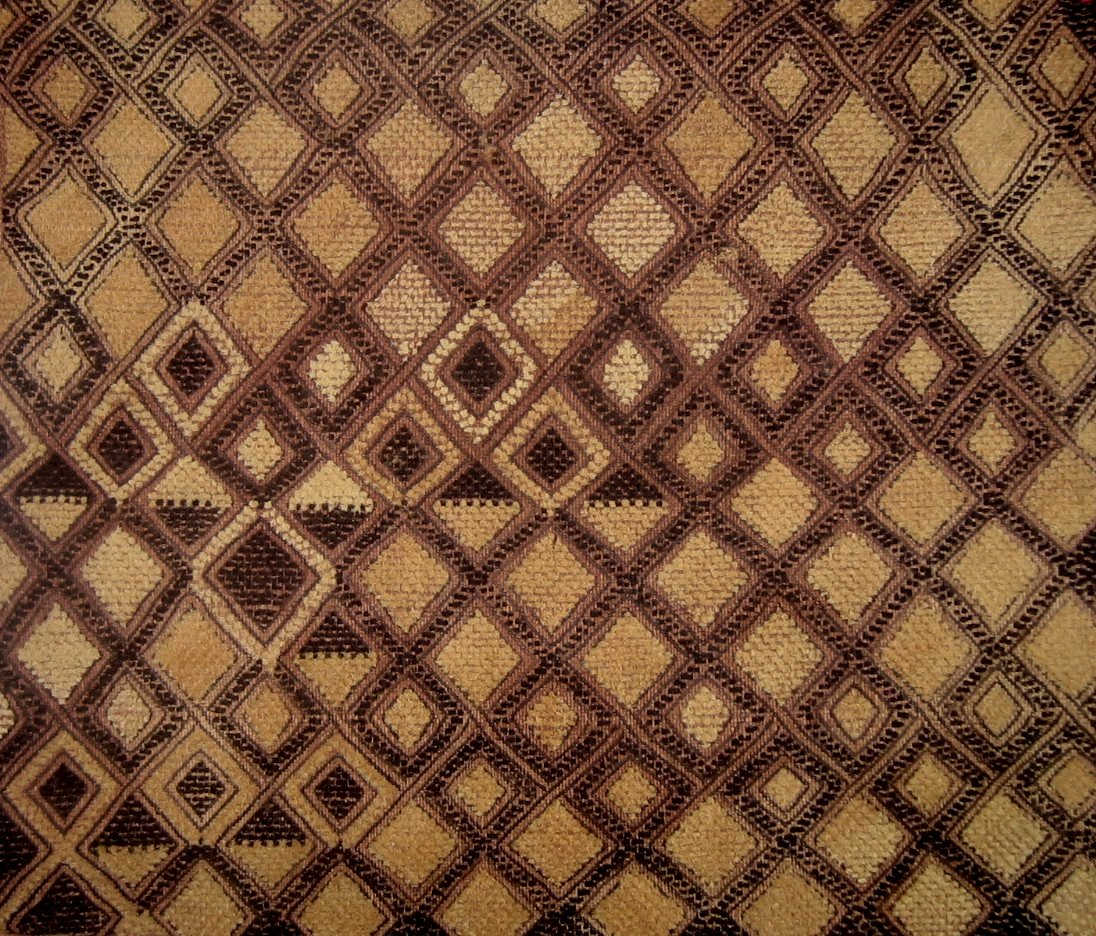
Velours du Kasaï.

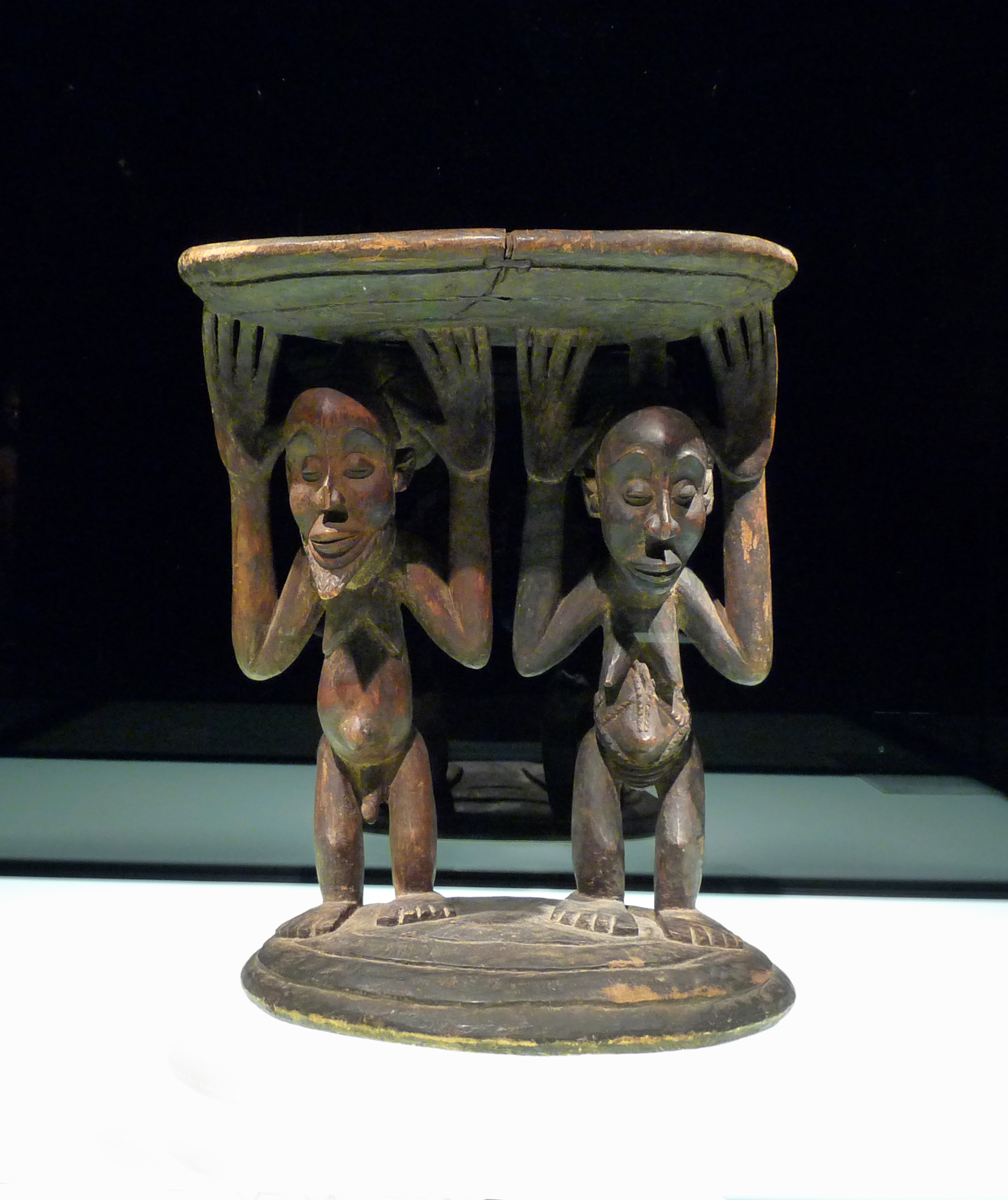
Tabouret du Maître de Buli, (Musée ethnologique de Berlin).

La culture de la république démocratique du Congo reflète la diversité des centaines de groupes ethniques habitant le pays et leurs coutumes. Aux bouches du fleuve (Kongo-Central) succèdent une dense forêt dans le bassin du fleuve Congo (ex-provinces Orientale et Équateur), et une savane sur les plateaux du centre (Kasaï), la région la plus densément peuplée du pays en dehors de l'agglomération de Kinshasa. Depuis la fin du XIXe siècle, les modes de vie traditionnels ont été modifiés à la suite de la colonisation, les luttes pour l'indépendance et plus récemment les première et deuxième Guerre du Congo. Malgré ces influences, les coutumes et les cultures traditionnelles du Congo restent en grande partie préservées.

## Peuples, langues, cultures
Comme pour d'autres pays africains, les frontières du pays furent tracées par le colonisateur, sans souci particulier de coïncider avec les frontières ethniques. On distingue au moins 450 langues parlées dans le pays, et un nombre sans doute équivalent de groupes ethniques. On considère généralement qu'il existe quatre grandes familles ethniques :

Carte de la répartition des langues nationales en RDC.

- les pygmées, les premiers habitants du Congo, généralement chasseurs-cueilleurs en forêt équatoriale. Habitués à une vie en pleine nature, ils commercent généralement le produit de leur chasse avec les autres tribus contre des produits de l'agriculture. Ils sont de plus en plus impliqués dans la société congolaise, perdant certains de leurs particularismes ;
- les Bantous, arrivés au Congo par vagues successives entre -2000 et 500, en provenance du Nigeria méridional. Ils sont de loin le groupe le plus important, et sont pour la plupart des cultivateurs. On les retrouve dans tout le pays, et trois de leurs langues sur quatre ont le statut de langue nationale du pays. Il s'agit du lingala, du tshiluba et du kikongo ya leta (aussi appelé "kikongo" en dehors du Kongo central). Le kikongo ya leta est parlé dans les provinces du Bas-Congo et du Bandundu. Il fut encouragé par l'administration coloniale comme langue véhiculaire. Le kikongo ya leta (aussi appelé "kikongo" en dehors du Kongo central) était parlé dans la capitale Kinshasa, mais il a été supplanté par le lingala, parlé tout au long du cours moyen du fleuve Congo et ses affluents. Il est également la langue traditionnellement utilisée dans l'armée, ainsi que dans la musique populaire traditionnelle (Papa Wemba, Koffi Olomidé, Werrason, Ray Lema...) dont la production est centrée à Kinshasa. Le tshiluba (ou Luba-Kasai) est parlé dans la région du Kasaï.
- les est-africains amenèrent la quatrième langue nationale, le kingwana - un dialecte local du kiswahili. Les est-africains sont liés aux bantous, mais pratiquent plus volontiers l'élevage. Ils arrivèrent au Congo de différents territoires (Rwanda, Ouganda, Burundi et Tanzanie), occasions et époques, et les tensions avec les bantous se sont à maintes fois manifestées, notamment au cours des conflits récents.
- les Hamites, originaires du Darfour au sud-Soudan et en Éthiopie, traditionnellement éleveurs de bétail. Ils incluent les Tutsis, à la taille particulièrement importante. Les Hamites émigrèrent également au Rwanda et au Burundi à la même époque. Souvent mélangés aux est-africains, on les retrouve dans l'est et le nord-est du pays, et ont généralement développé une culture et une organisation militaire plus développée.

En sus de ces langues, le français, qui à la fin de la colonisation évitait d'avoir à choisir entre les nombreuses langues du pays et qui était la seule que les élites avaient été formées à écrire, a le statut de langue officielle, utilisée notamment pour toutes les communications officielles et généralement à l'écrit.
La république démocratique du Congo est maintenant, selon les estimations, le pays francophone le plus peuplé au monde.
Ces découpages sont partiellement une vue simplifiée. De nombreux congolais sont multilingues (langue maternelle locale, une ou plusieurs langues nationales, français), et les langues sont utilisées préférentiellement en fonction du contexte. Le français est la langue utilisée par l'administration, les langues nationales sont généralement utilisées pour le commerce, et la langue locale dans la vie privée. Pratiquement pas parlé à l'ouest, l'anglais augmente cependant en importance à l'est depuis la chute de Mobutu. Le président Joseph Kabila lui-même maîtriserait mieux l'anglais que le français.
Des pratiques argotiques existent, telles que l'Indubil dont l'existence est rapportée depuis les environs des années soixante et qui continue à évoluer de nos jours.
Les mariages mixtes sont courants, en particulier en zones urbaines où les communautés se côtoient. Les européens se focalisent essentiellement dans les grandes villes (essentiellement Kinshasa et Lubumbashi), œuvrant généralement dans le commerce et le travail humanitaire. Des missionnaires officient dans les campagnes. Certaines communautés, dont les Libanais (Kinshasa), les Grecs (Lubumbashi) ou les Pakistanais, implantés depuis des dizaines d'années, ont maintenu leurs activités malgré les soubresauts du pays, et maîtrisent une part importante de l'économie.
D'autres informations figurent dans l'article Congo précolonial.

## Agriculture, chasse, nourriture et boissons

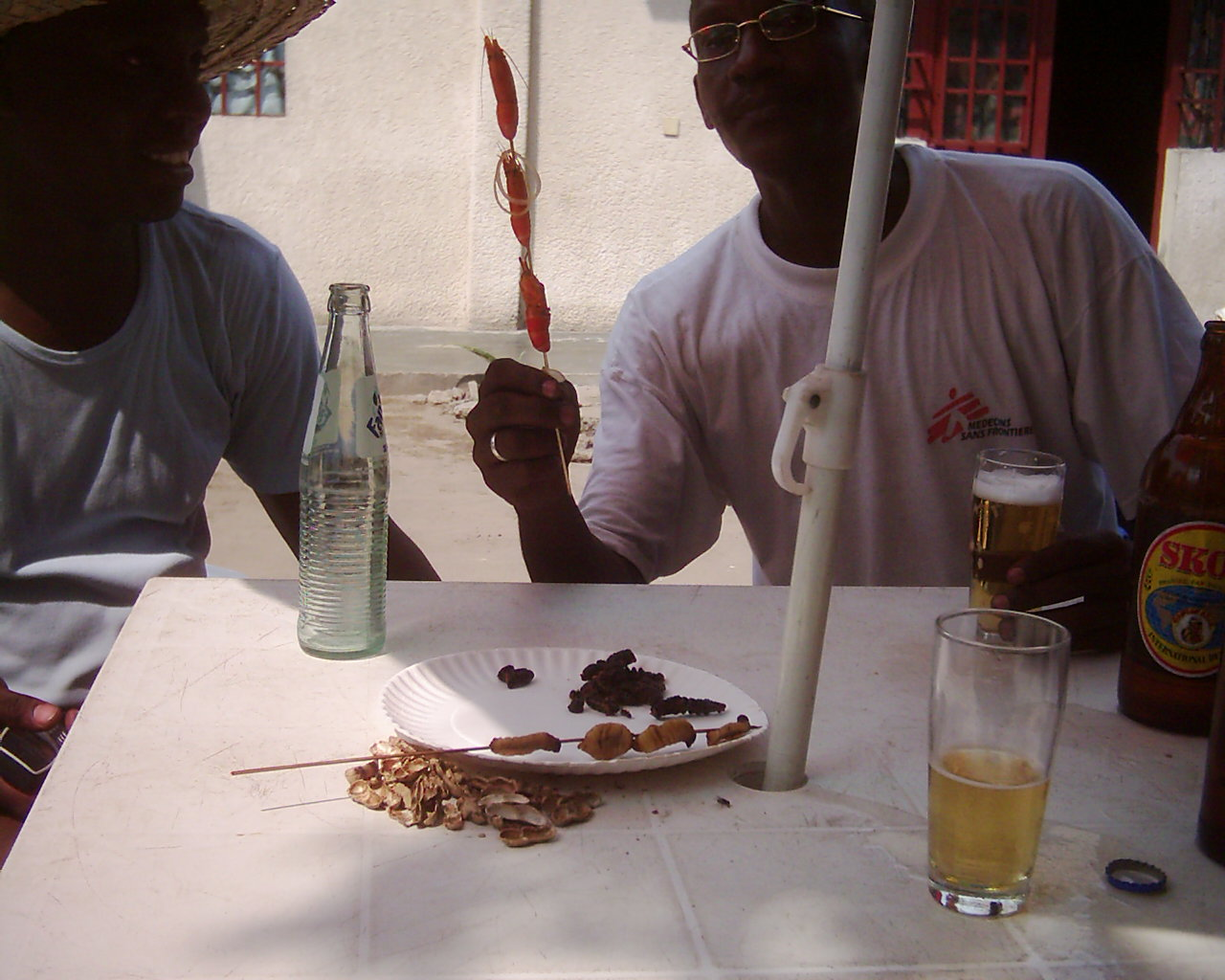
Gambas et vers en brochettes, sauterelles grillées. Bière Skol (brasserie Bracongo)

Moins de 2 % de la terre est cultivée, et pour l'essentiel utilisée pour la consommation locale. Les peuples de la brousse récoltent ainsi fruits, champignons, miel..., ainsi que de la viande de chasse et du poisson. Il leur arrive de vendre ces produits sur les marchés locaux, ou au bord des routes. Depuis les récentes guerres et leurs conséquences (pillages, dégradation des infrastructures, communication...), l'élevage et l'agriculture à grande échelle sont en régression.
L'agriculture et la récolte apportent de nombreux légumes, tels le maïs, le riz, le manioc, la patate douce, l'arachide,  la banane plantain, la tomate et une grande variété de pois ou fèves, ainsi que de nombreux fruits. Ceux-ci se retrouvent à travers le pays, mais il existe d'autres productions locales. Certaines denrées sont exportées, en particulier le café et l'huile de palme.

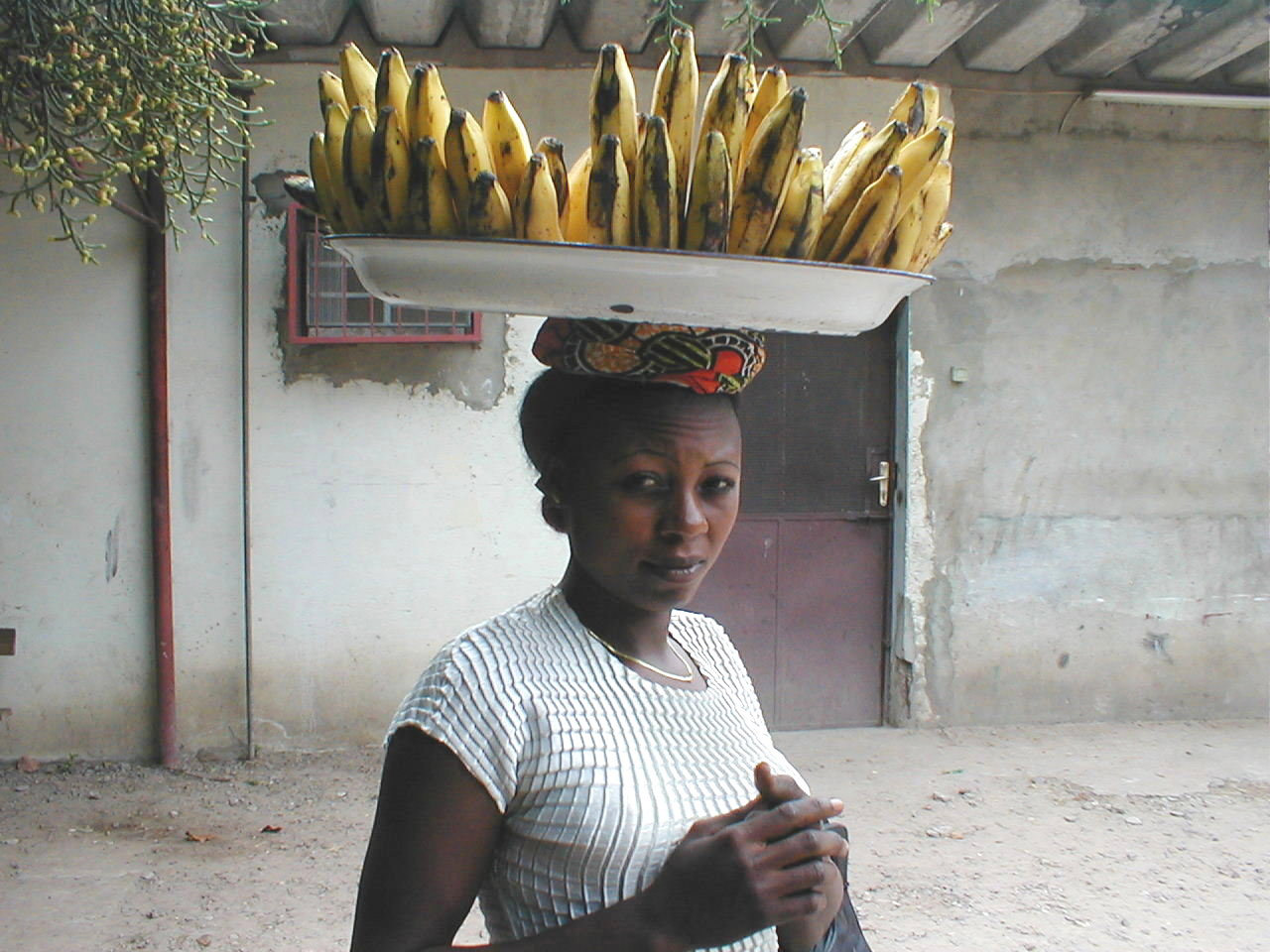
Congolaise transportant des bananes

La nourriture congolaise est le plus souvent composée de féculents, légumes, et parfois de la viande ou du poisson, cuisinés en plat unique ou pot-au-feu. Les féculents sont souvent présentés sous forme de pain cuit à partir d'une pâte faite de manioc ou de maïs, appelée foufou ou ugali. Pour la consommation, le foufou se présente souvent en boules de la taille d'une balle de tennis, souvent à moitié ouverte pour permettre l'humidification de la sauce. Un pain de manioc fermenté, cuit et emballé dans de grandes feuilles, la chikwangue (parfois kwanga), est également répandu à travers tout le pays. Le Lituma est composé de bananes plantains écrasées et cuite sous forme de boules. La patate douce est généralement préparée de la même façon, parfois mélangée avec des arachides cuites dans certaines régions. Le riz est généralement servi avec des fèves. Pour accompagner ces féculents, des légumes verts dont les feuilles de manioc (sakasáka ou pondu), des bítekuteku (proche des épinards), mfumbwa, de l'okra ou du ngaï-ngaï (oseille). Les champignons sont appréciés, notamment chez les Lubas. Le végétarisme est inconnu, mais ces aliments sont cependant souvent mangés sans viande, ce dû à son prix.
Le poisson est généralement au menu tout le long du fleuve, de ses affluents, de ses lacs. Il peut être cuit au four ou sur feu, bouilli, frit pour consommation immédiate, ou fumé ou salé pour consommation différée. Il est souvent présenté sous forme de liboke (pl : maboke), des papillotes en feuilles de bananier. La chèvre est très consommée. La mwambe (moambe) est une préparation courante du poulet, et est une sauce à base d'arachides (plutôt que d'huile de palme comme en d'autres pays). Les insectes (chenilles, sauterelle) sont fort consommés. À l'ouest, on trouve les cossa-cossa (gambas).
Les sauces de ces plats sont généralement faites de tomates, oignons, et plantes aromatiques locales. La saveur est donnée par l'huile de palme, le sel et les piments rouges ou verts.

### Boissons
- eau
- soda
- bière traditionnelle (mil, sorgho) ou moderne
- vin de palme
- lait en poudre
- lotoko, supu na tolo[5]
- lait tout doux

### RestaurantsNgandamalewa
Le terme Malewa provient de la deformation du vocabulaire "Madesu" qui veut dire "Haricot", le plat le plus demandés dans nos restaurants, voilà pourquoi quand quelqu'un allait au restaurant, on disait "okeyi malewa? tu vas manger les haricots?". Les restaurants ngandamalewa de Kinshasa, ville aux multiples influences culinaires, sont des restaurants servant de la nourriture d'une région particulière du Congo, avec d'éventuelles nourritures plus occidentales, comme le pain et la bière. Souvent tenus par des femmes célibataires, les restaurants nganda malewa sont des snacks entre bars et restaurants. Les distinctions typiques de restaurants ngandamalewa sont :
- Nganda du fleuve, servant du poisson cuit au feu avec des bananes plantain, originaire de l'amont de Kinshasa;
- Nganda du Kongo, servant des plats de poissons avec sauce aux légumes, avec de la chikwangue décrite plus haut, originaires du Bas-Congo;
- Nganda du Kasaï, servant de la viande de chèvre avec du riz et des légumes.

Les restaurants nganda malewa se distinguent selon l'origine géographique ou ethnique de leurs clients, mais aussi selon la classe sociale majoritaire de la clientèle : ouvriers, migrants, commerçants, officiels du gouvernement.
Mayi ya lobo désigne le thé ou le café qu'on prend le matin toujours dans le malewa avant de se rendre au servie. L'expression Mayi ya lobo ou simplement Lobo, vient d'un petit cours d'eau de la commune de Ngaba nommé Lobo où, une avenue porte ce nom jusqu'à ce jour, et dont l'eau est couleur du thé sans lait. Pour prendre un thé rouge avec du pain, on disait mayi ya lobo.

## Santé
- Santé en république démocratique du Congo
- Malaria, fièvre jaune, HIV…
- Malnutrition ;
- Consommation d'alcool[7] ;
- Onchocercose (parasite Onchocerca volvulus),
- Maladie à virus Ebola ;
- Virus Bas-Congo (BASV), repéré en 2012 ;
- Tradipraticien ;
- Plantes médicinales[8] ;
- Pandémie de Covid-19 en république démocratique du Congo.

Résilience de la jeunesse pendant la pandémie.
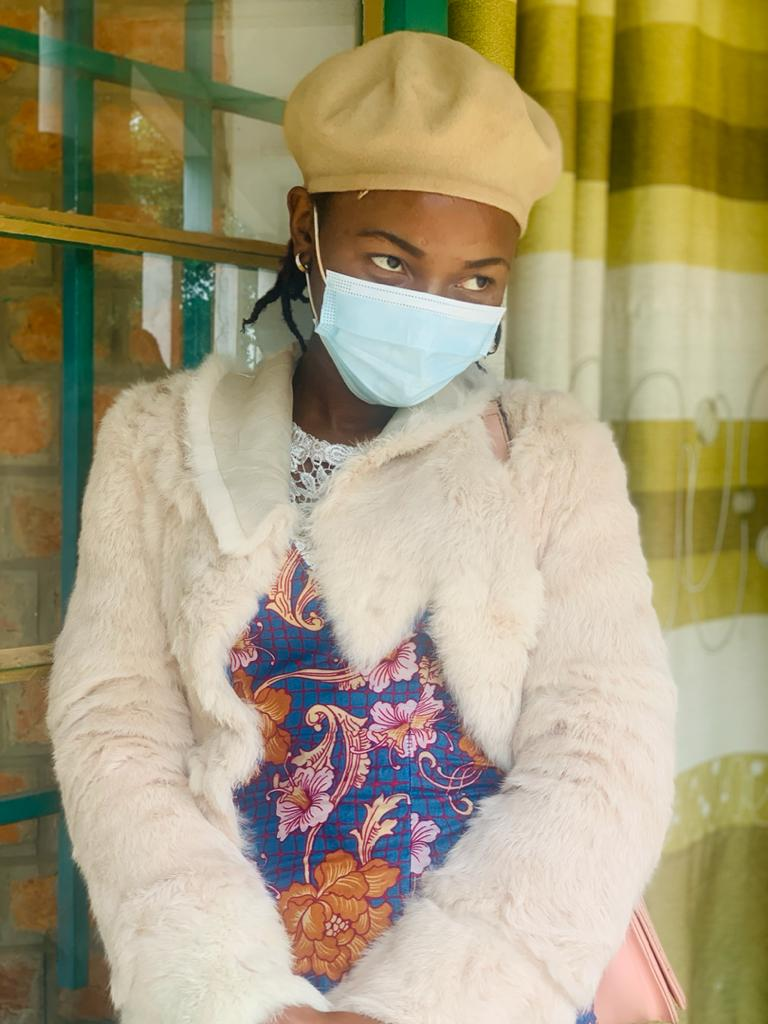
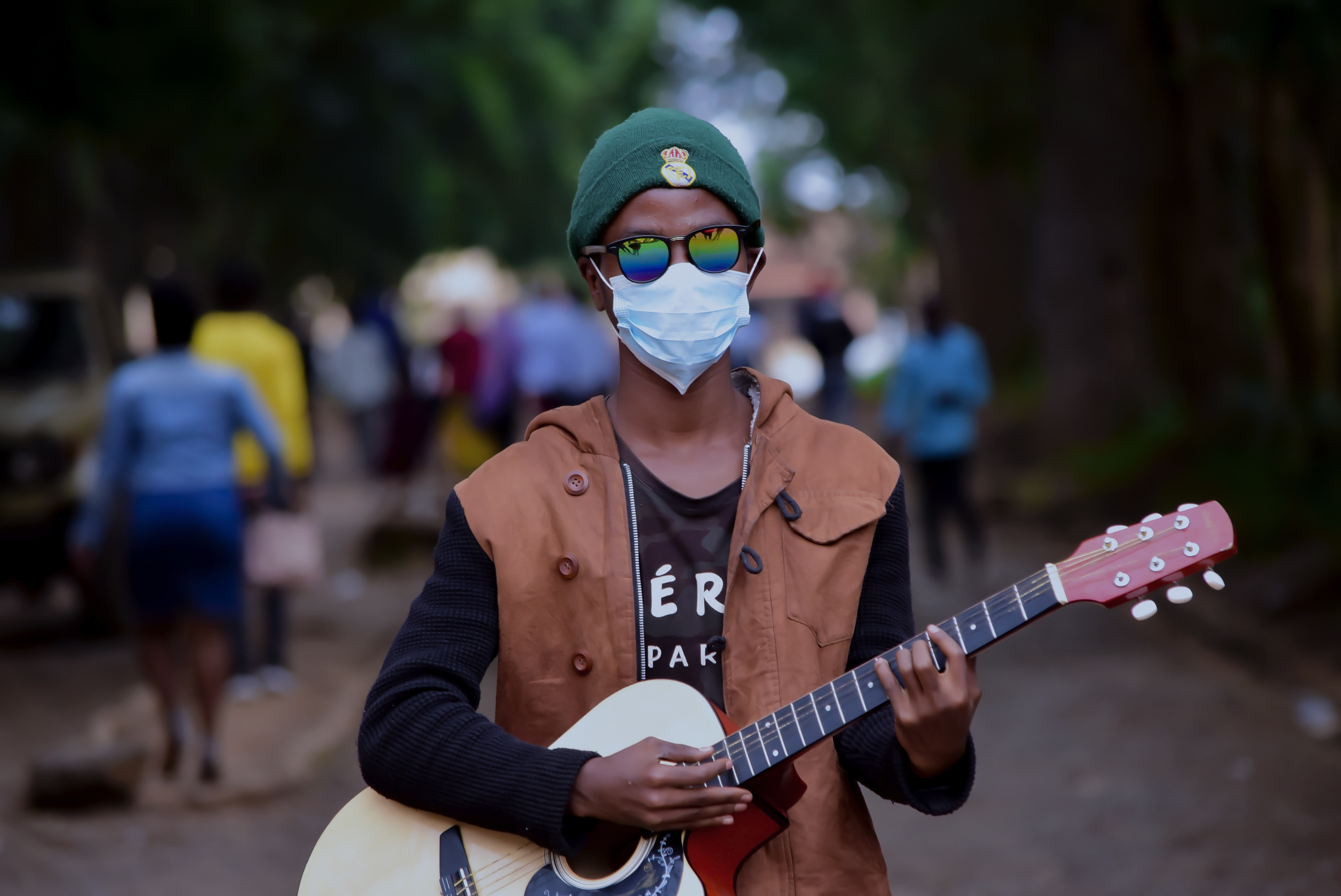

### Sports
- République démocratique du Congo aux Jeux olympiques
- République démocratique du Congo aux Jeux paralympiques
- Jeux africains ou Jeux panafricains, depuis 1965, tous les 4 ans (...2011-2015-2019...)
- Raphaël de la Kethulle de Ryhove (1890-1956)

### Arts martiaux
- Liste des luttes traditionnelles africaines par pays

## Artisanats
Les savoir-faire liés à l’artisanat traditionnel relèvent (pour partie) du patrimoine culturel immatériel de l'humanité.

### Joaillerie, bijouterie, orfèvrerie

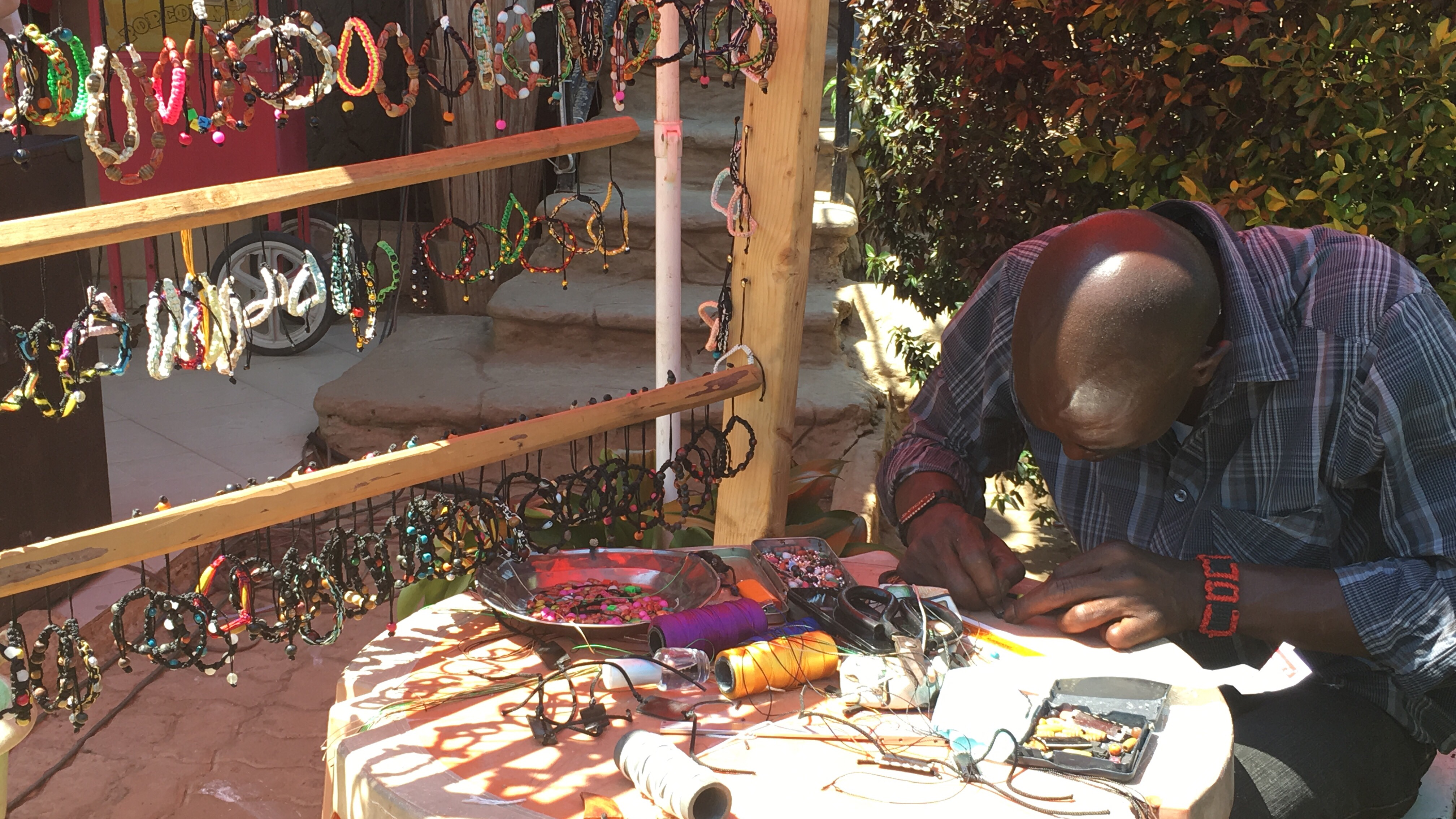
Fabrication de bracelets en perles.

## Habillement et modes
Anciennement les Congolais s'habillaient en vêtements faits de raphia ou de tissu d'écorce. Aujourd'hui, ces modes d'habillement perdurent dans les cérémonies ou autres évènements rituels ou folkloriques. La colonisation du pays a changé les normes vestimentaires locales qui ont adopté le mode vestimentaire occidental.
Durant la présidence de Mobutu, l'abacost a fait son apparition, comme costume formel en tant que vêtement d'authenticité. Les cravates et les vestons occidentaux furent interdits.
Les femmes portent traditionnellement un large tissu imprimé, appelé pagne. Les bijoux ne sont portés, en général, que pour les grandes occasions. Les hommes portent souvent des chemises avec motifs, et des pantalons. En ville, il est courant de voir des jeunes s'habiller comme les vedettes de musique, ce qui est considéré par certains comme une marque d'élégance. La mode hip-hop grandit en popularité parmi la jeunesse congolaise.

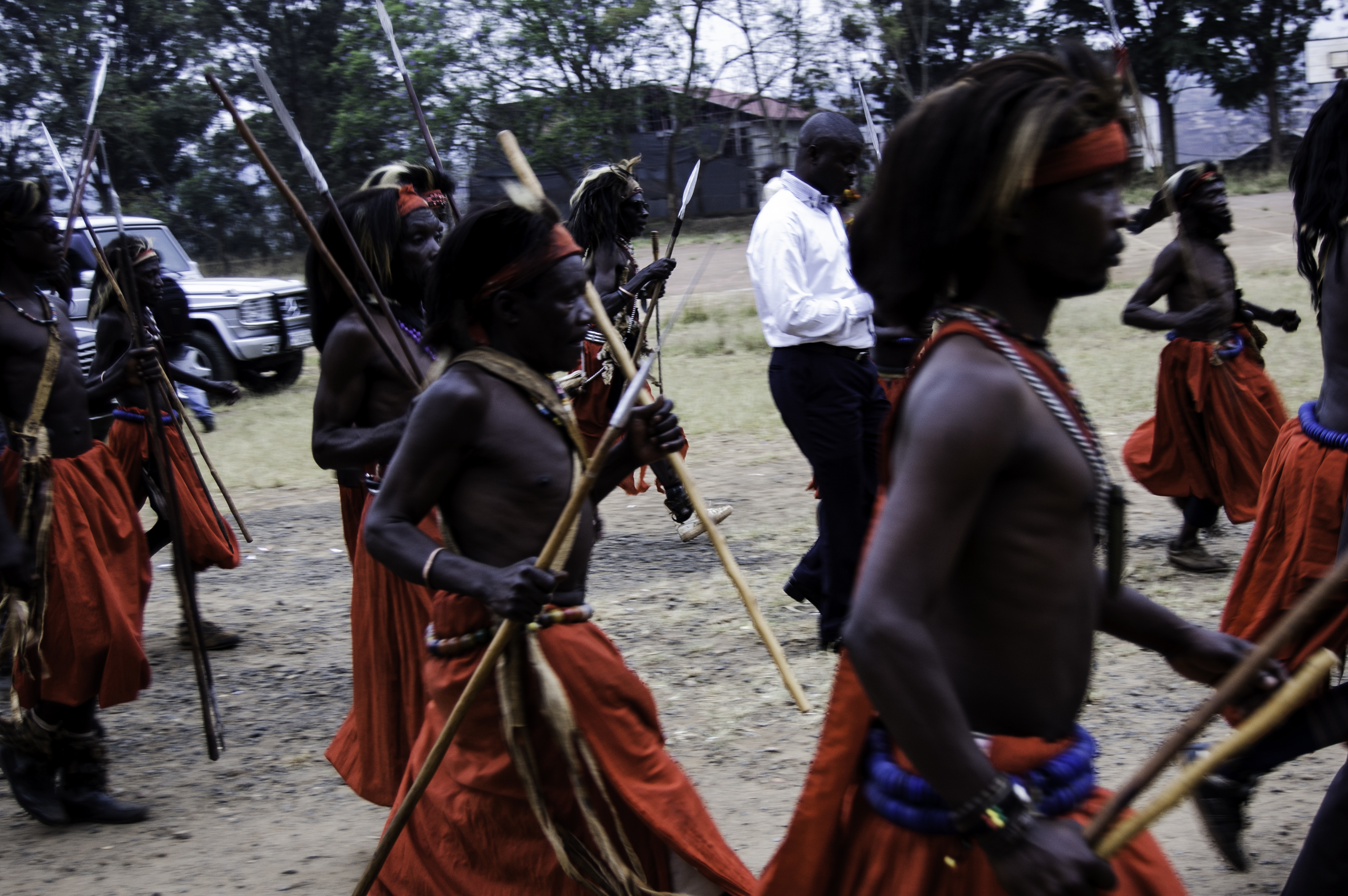
Danseurs traditionnels
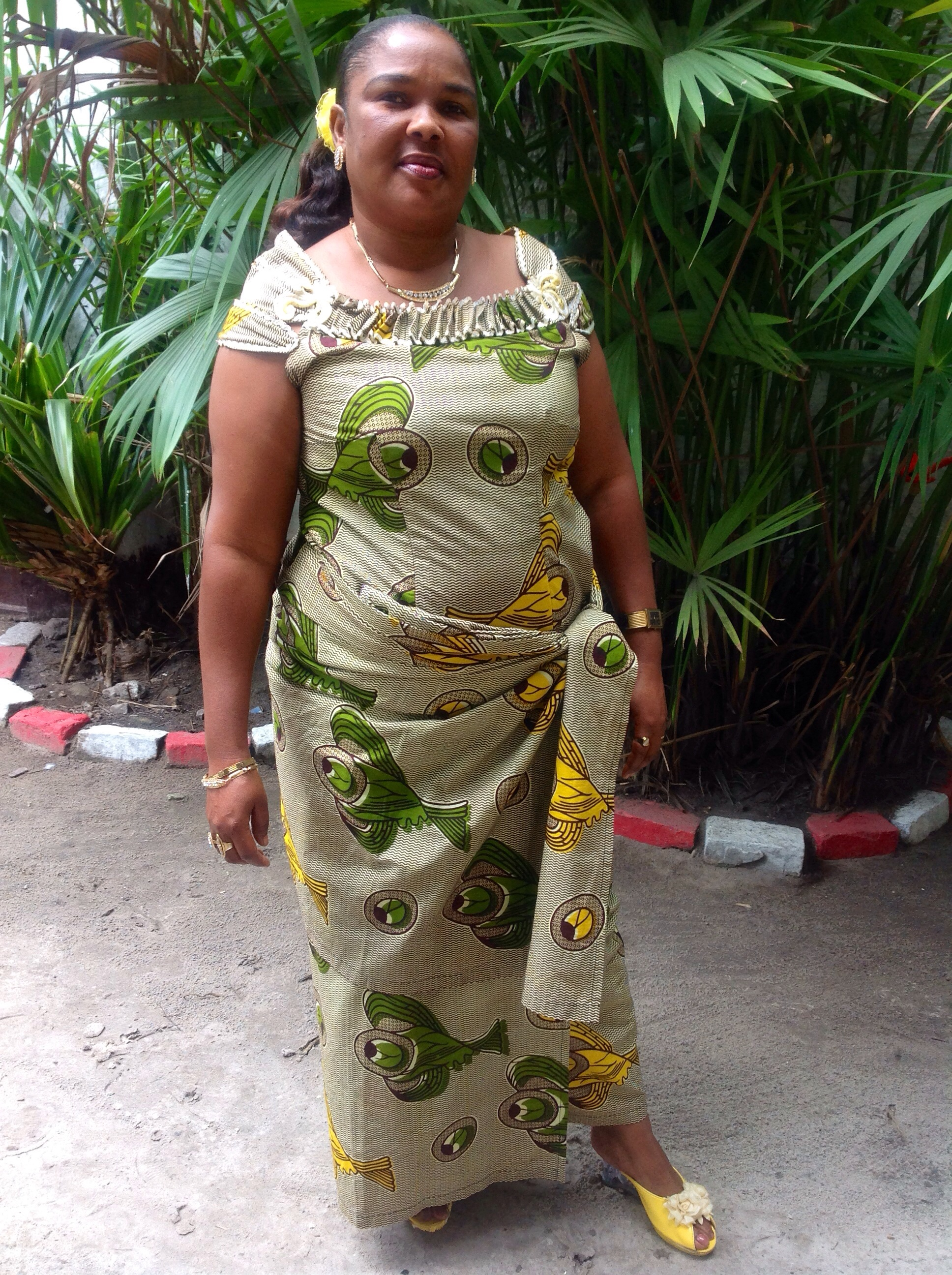
Double pagne
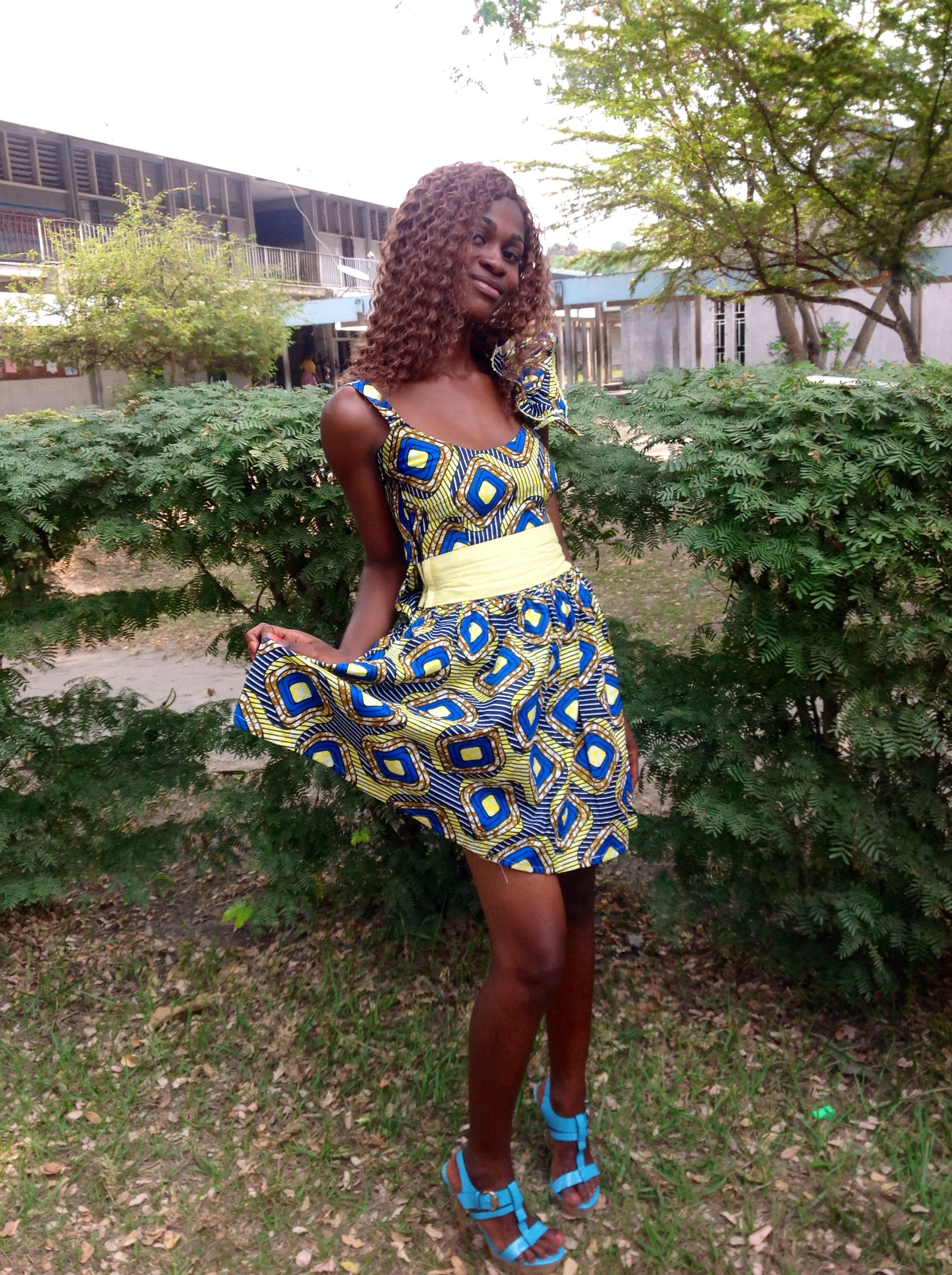
Robe pagne
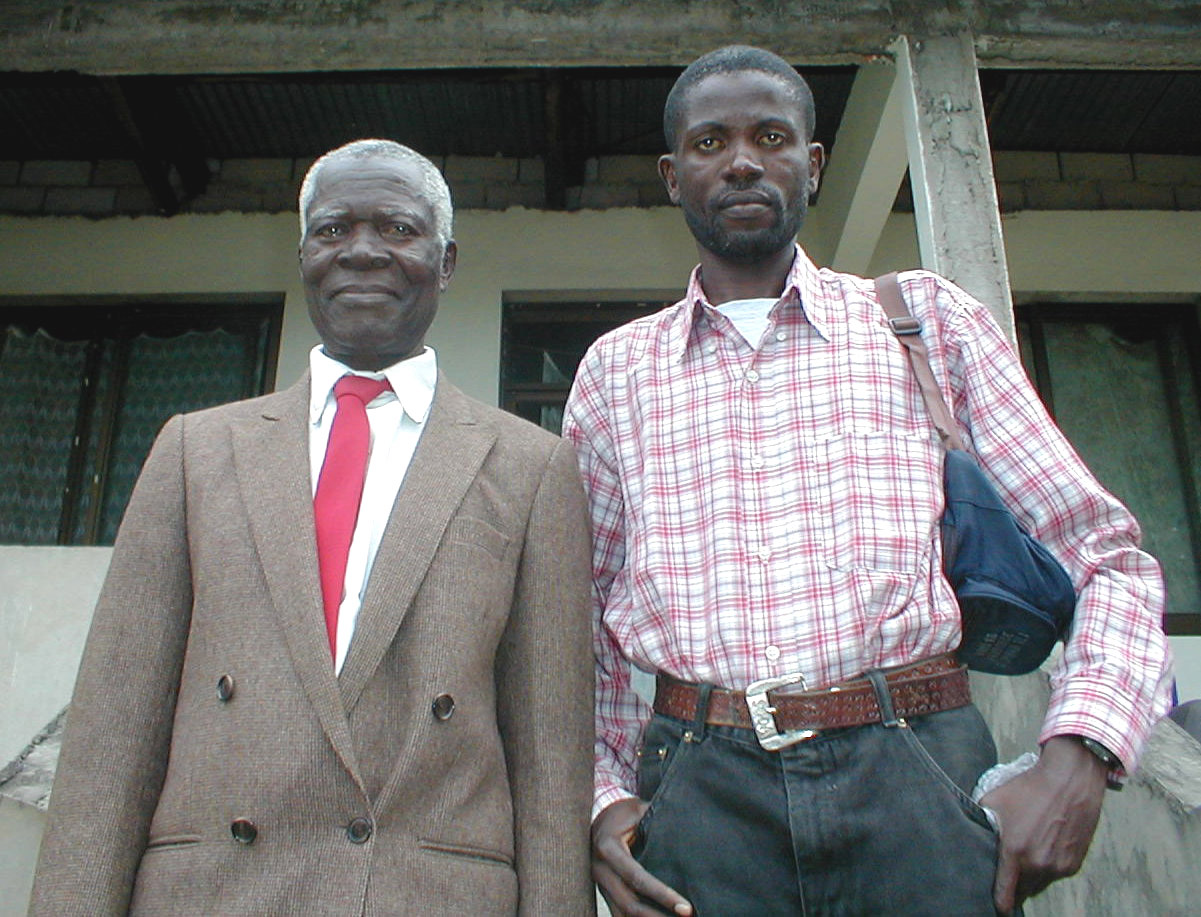
Vêtements à l'occidentale
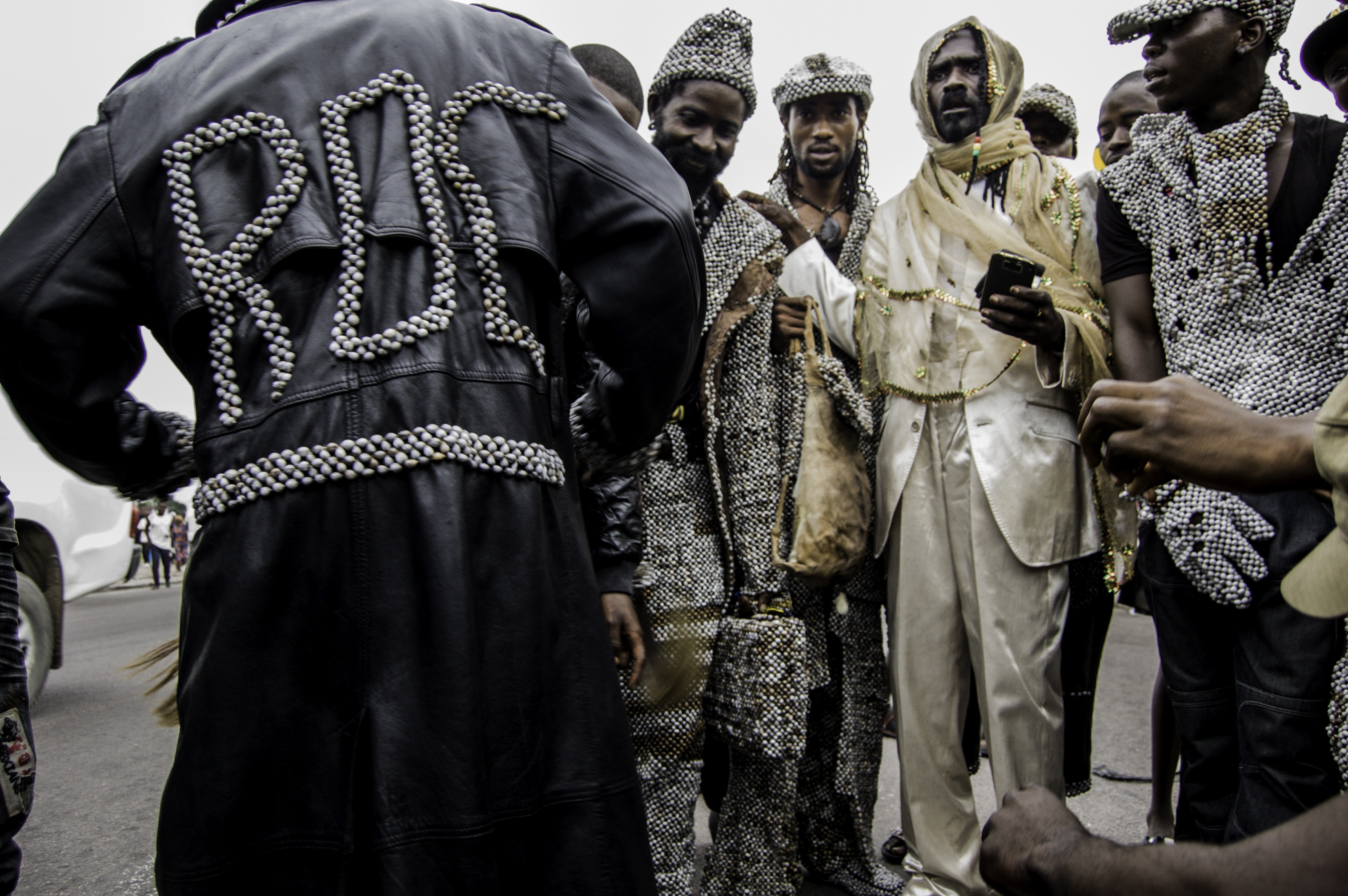
Tenues de sapeurs

## Traditions

### Religion
- Religion en république démocratique du Congo
- Catholicisme en république démocratique du Congo
- Islam en république démocratique du Congo
- Bumba (dieu)
- Église Bon Nouveau Message / KCC (1955)
- Église kimbanguiste, Simon Kimbangu (1887-1951)
- Divers mouvements religieux : ngunzisme (1934-); mzadisme, khakisme, matswanisme (André Matswa)
- Aniota (société secrète), Tupelepele, Kitawwala

## Société

### Éducation

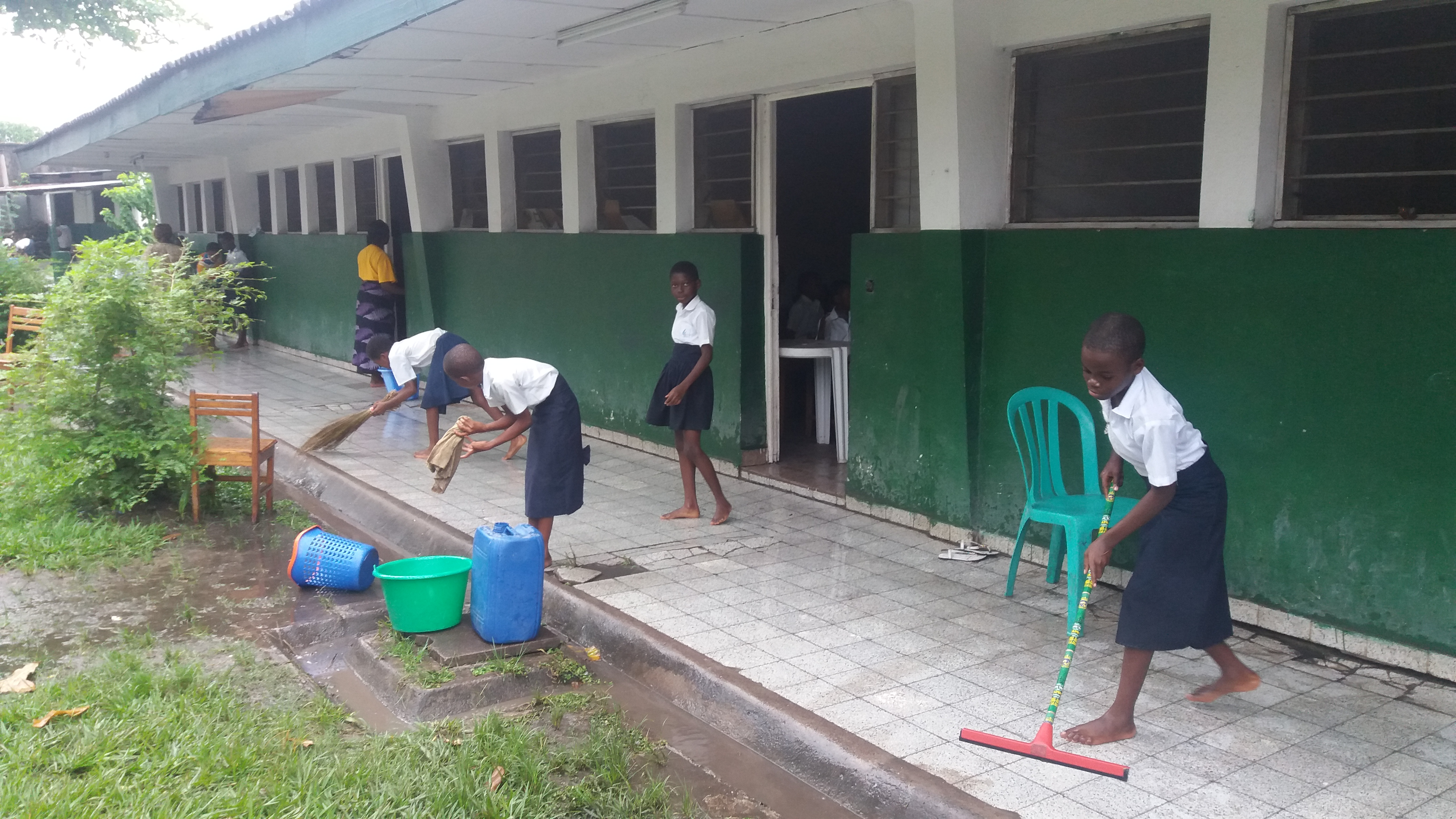
Élèves nettoyant leurs salles de classe dans une école de Kinshasa.

- Système éducatif en république démocratique du Congo
- Lycée français René-Descartes de Kinshasa
- Collège Boboto
- Lycée Bosangani
- Lycée Prince de Liège
- École d'informatique, d'électronique et d'expertise comptable
- Liste des universités en république démocratique du Congo
- Académie des beaux-arts de Kinshasa
- Institut français de la république démocratique du Congo

### Droit
- Droit congolais (république démocratique du Congo)
- Droits LGBT en république démocratique du Congo

## Média

### Audiovisuel

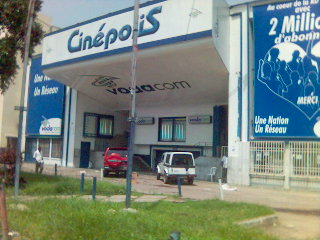
Salle de cinéma à Kinshasa

Radio-Télévision nationale congolaise, la compagnie publique est entourée par d'autres compagnies privées dans le monde audiovisuel congolais depuis la libéralisation de années 1990. À Kinshasa, seulement il y existe une cinquantaine de chaines de télévision privées. D'autres villes comme Matadi, Lubumbashi, Mbujimayi regorgent d'importantes chaines de télévision. À la différence de la chaine nationale qui s'efforce de couvrir plus ou moins toute l'étendue du territoire, les chaines privées couvrent plus l'information locale. Depuis 2002, Radio Okapi, diffusée sur une grande partie du territoire national congolais a pris une place importante parmi les principaux médias.

### Presse écrite
La presse écrite de la RDC est majoritairement francophone. Beaucoup de petits journaux sont créés pour soutenir un parti.
En 2016, le classement mondial sur la liberté de la presse établi chaque année par Reporters sans frontières situe la république démocratique du Congo au 152e rang sur 180 pays. La liberté de l’information y est particulièrement mise à mal par l'armée, la police et les services de sécurité qui bénéficient d'une impunité totale.

## Littérature
L’épopée de Mwindo,, poème épique oral nyanga (chichewa, chewa), enregistré et publié en 1969, est une des rares épopées conservées dans le pays.
La littérature moderne en RDC est contrastée,. Elle est essentiellement francophone, et transfrontalière, à l'écrit, à l'exception des ouvrages de religion ou de développement communautaire.
Le premier écrivain congolais répertorié serait Stefano Kaoze (1886-1951),, premier prêtre catholique africain de son pays  (1917), La psychologie des Bantu.

### Après l'indépendance
- Première génération, emmenée par La Voix du Congolais (1949-1959)[17],  revue culturelle
  - Antoine-Roger Bolamba (1913-2002), futur Bolamba Lokolé, journaliste, traducteur, poète, essayiste, nouvelliste, romancier, Les Aventures de Ngoy (1940), Esanzo (1977), Elima-Nganga,  Carnets de voyage (2009)…
  - J'ongungu Lokolé Bolamba (1913–1990), poète
  - Paul Lomami-Tchibamba (1914-1985)[18], conteur, nouvelliste, romancier, Ngando (Le crocodile) (1948), Ngemena (1981), Ah ! Mbongo, La Saga des Bakoyo Ngombé …
  - Désiré-Joseph Basembe ( ?)
  - Albert Mongita (1916-1985), comédien, dramaturge, cinéaste, peintre, Mangengenge (1956), Soki Stanley (1957), Ngombe (1964)…
  - Patrice Lumumba (1925-1961)[19], politique, héros national, Dits et écrits (2013)

- Seconde génération (1962) : Cercle Littéraire des Romans d'Inspiration Africaine
  - Lisembé Elebe (1937-1987), poète, dramaturge, Mélodie africaine (1970), Simon Kimbangu ou le Messie noir (1973)…
  - Timothée Malembe ( ?)
  - Valentin-Yves Mudimbe (1941–), philosophe, poète, essayiste, romancier, Déchirures (1971), Entre les eaux (1973)
  - (Edmond) Withankenge Walukumbu-Bene, Le Déformateur (1976)
  - Zamenga Batukezanga (1933-2000)[20], cadre, philanthrope, Les hauts et les bas (1971), Homme comme toi (1979), Bandoki (Les Sorciers) (1983), La pierre qui saigne (1989)…

- Troisième génération
  - Pius Ngandu Nkashama (1946-), enseignant, universitaire, poète, dramaturge, critique littéraire, La malédiction (1973), Le pacte de sang (1984), Crépuscule équinoxial (1998), En suivant le sentier sous les palmiers (2009)…
  - Kama Sywor Kamanda (1952), poète, conteur, dramaturge, nouvelliste, romancier, essayiste, Chants de brumes (1986), Lointaines sont les rives du destin (2005), L'Homme torturé (2013)…
  - Kashi M'Bika Katende (1955 ?), Ton combat femme noire (1985)

### Écrivains
- Lima-Baleka Bosekilolo (en) (1940 ?), poétesse, Les Marais brûlés (1973)
- Clémentine Nzuji (1944-), poétesse, essayiste, nouvelliste, romancière, Murmures (1968), Kasalà : Chant héroïque luba (1974),Anya (2007)...
- Valentin-Yves Mudimbe (1941-), philosophe, diariste, poète, romancier, essayiste, Entre les eaux. Dieu, un prêtre, la révolution (1973), Le Bel Immonde (1976), L’écart (1979), L'Invention de l'Afrique : Gnose, philosophie et ordre de la connaissance (1988, en français en 2021)...
- Achille Ngoye (1944-), journaliste, chroniqueur, nouvelliste, romancier (policier), Agence Black Bafoussa (1996), Ballet noir à Château-Rouge (2001)... (publié chez Gallimard)
- Léonie Abo (1945-), Témoignage risqué (1996)
- Kavidi Wivine N'Landu (1945 ?), administratrice, politique, poétesse, Leurres et lueurs (1984)
- Sony Labou Tansi (1947-1995)
- André Yoka Lye Mudaba (1947-), nouvelliste, Le Fossoyeur (1975)
- Mukala Kadima-Nzuj (1947-), universitaire, poète, romancier, critique littéraire[21], Redire les mots anciens (1977), L'Autre face du royaume (1973), Le Bel immonde (1976), L'Odeur du Père (1982), La chorale des mouches (2003), L'invention de l'Afrique (2021)…
- Kabika Tshilolo (1949-)[22], enseignante, poétesse, journaliste-reporter, Le Pilier du chef et autres contes (1986), Matricide (2008)
- Christine Kalonji (1950 ?)[23],[24], poétesse, Dernière pensée (1975)
- In Koli Jean Bofane (1954-), romancier (en Belgique), Mathématiques congolaises (2008), La Belle de Casa (2018)... (publié chez Actes Sud)
- Denis Mukwege (1956-), pasteur, médecin, humanitaire
- Vital Kamerhe (1959-)[25], économiste, politique
- Maguy Kabamba (1960-), traductrice, romancière, La Dette coloniale (1995), La Réponse
- Amba Bongo (1962-), universitaire, défenseure des réfugiés, Une femme en exil (2000), Cécilia
- Joseph Kabila (1971-)[26], politique,
- Frederick Kambemba Yamusangie (en) (1971 ?), poète, romancier, Lyrics of a Smiling Poet, Poetry of Light & Quietness, Full circle…
- Blaise Ndala (1972-), canado-congolais, J’irai danser sur la tombe de Senghor (2014), Sans capote ni kalachnikov (2017), Dans le ventre du Congo (2021)
- Raïs Neza Boneza (en) (1979- ), Nomad : a refugee poet, Nomad, Sounds of Exile , Black Emeralds
- Fiston Mwanza Mujila (1981), poète, dramaturge, romancier, Tram 83 (2014), Et les moustiques sont des fruits à pépins (2015), La Danse du Vilain (2020)...
- Sinzo Aanza (1990)[27],[28], plasticien, poète, Généalogie d’une banalité (2016), Que ta volonté soit Kin (2018)
- Benedict Lombe (1992-), écrivaine et dramaturge congolaise et britannique.
- Sandra Uwiringiyimana (en) (1994-), How Dare the Sun Rise: Memoirs of a War Child (2017)
- Amini Cishugi (1996-), vidéaste, blogueur, vlogueur, romancier, Pleasure of the Spirit and Eyes (2017)…

### Autres langues africaines
- Littérature en kikongo, site ELLAF
- Littérature en kinyarwanda, site ELLAF

## Arts visuels
- Académie des beaux-arts de Kinshasa

### Peinture
- École de peinture de Poto-Poto (Brazzaville, République du Congo)
- École du Hangar (Lubumbashi, RDC)
- Tshibumba Kanda-Matulu, Chéri Samba, Moke

### Sculpture
Comme dans tous les pays d’Afrique noire, la tradition de sculpture demeure vivace. Les sculptures ont toujours pour commanditaires des sociétés secrètes, souvent pour des raisons religieuses.
Plusieurs œuvres anciennes d’art traditionnel congolais ont été volées ou acquises durant et après la colonisation (notamment beaucoup de mintadi du Bas-Congo) et sont aujourd'hui exposées en dehors du pays. Par exemple, le musée de Tervuren en Belgique possède plusieurs œuvres dans sa collection, comme la Porteuse de coupe. Mais il y a aussi des pièces dans les musées anglais, américains et suisses. Certaines œuvres d´art appartiennent à des collectionneurs privés comme la famille Ryckers.
La porteuse de coupe est probablement la sculpture la plus connue. Elle est l’œuvre du maître de Buli, de l’ethnie luba-hemba.
La statue de Kuta Mbula, 109e roi des Bakubas.
Les Balubas sculptent des sortes de petits échiquiers appelés lukasa ornés de petites boules et autres éléments symboliques de plusieurs couleurs qui forment différents motifs que l'on peut décrypter afin de retracer l'histoire de leur peuple.
Les éléments peuvent rappeler des personnes, des lieux, des évènements, ils peuvent aussi servir à dénombrer. Ces éléments sont des sémagrammes comme les hiéroglyphes Egyptiennes ou le solfège, le Lukasa est l'ensemble du support et des éléments mémoriels, c'est un document. Pour lire un Lukasa (ou une partition musicale) il faut être entraîné.

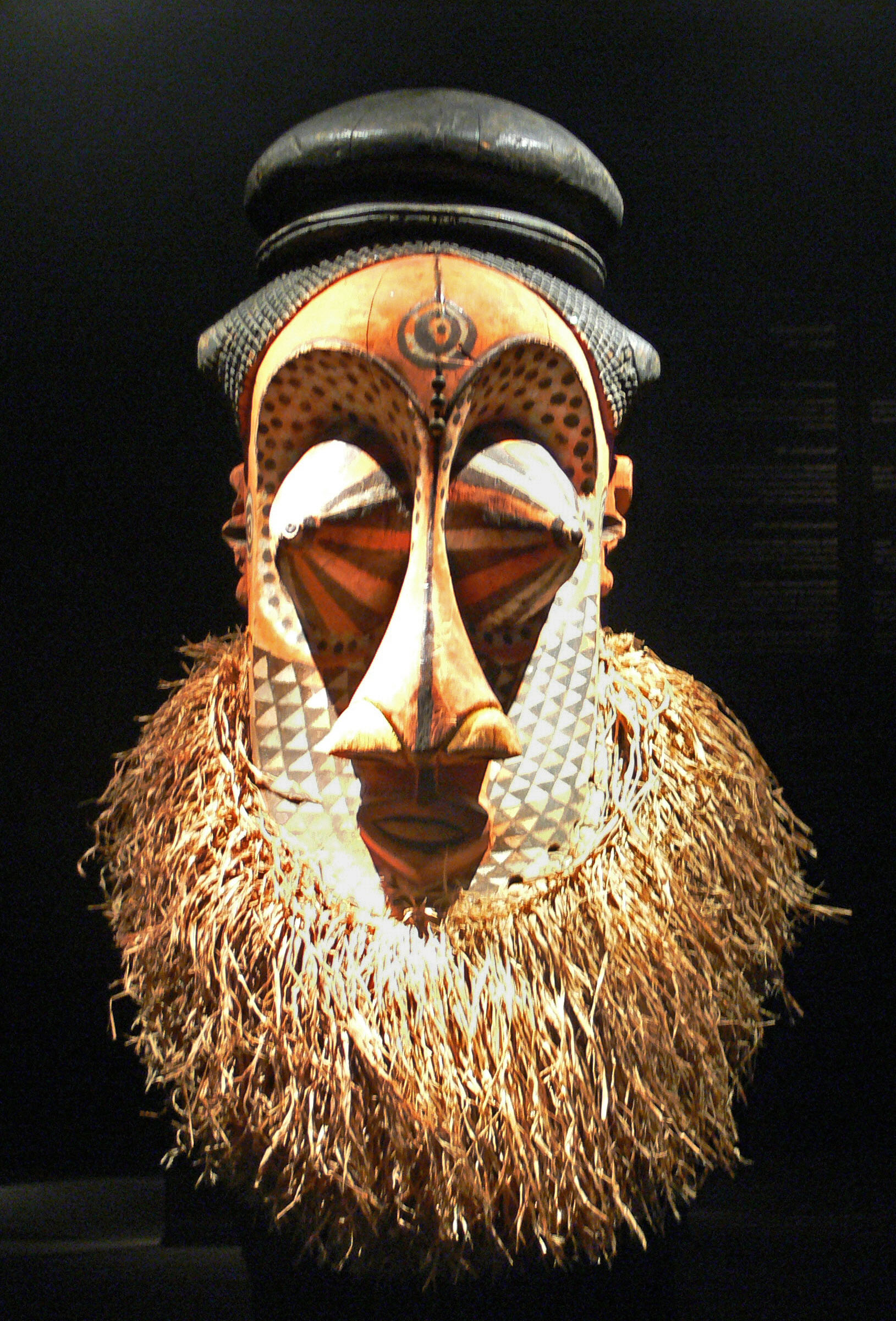
Masque mulwalwa, du XIXe siècle
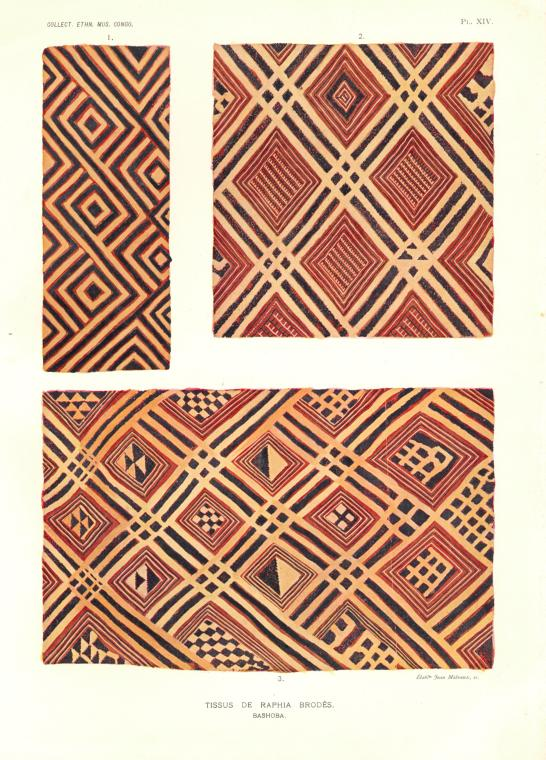
Tissus de raphia des Bashoba (Kuba)
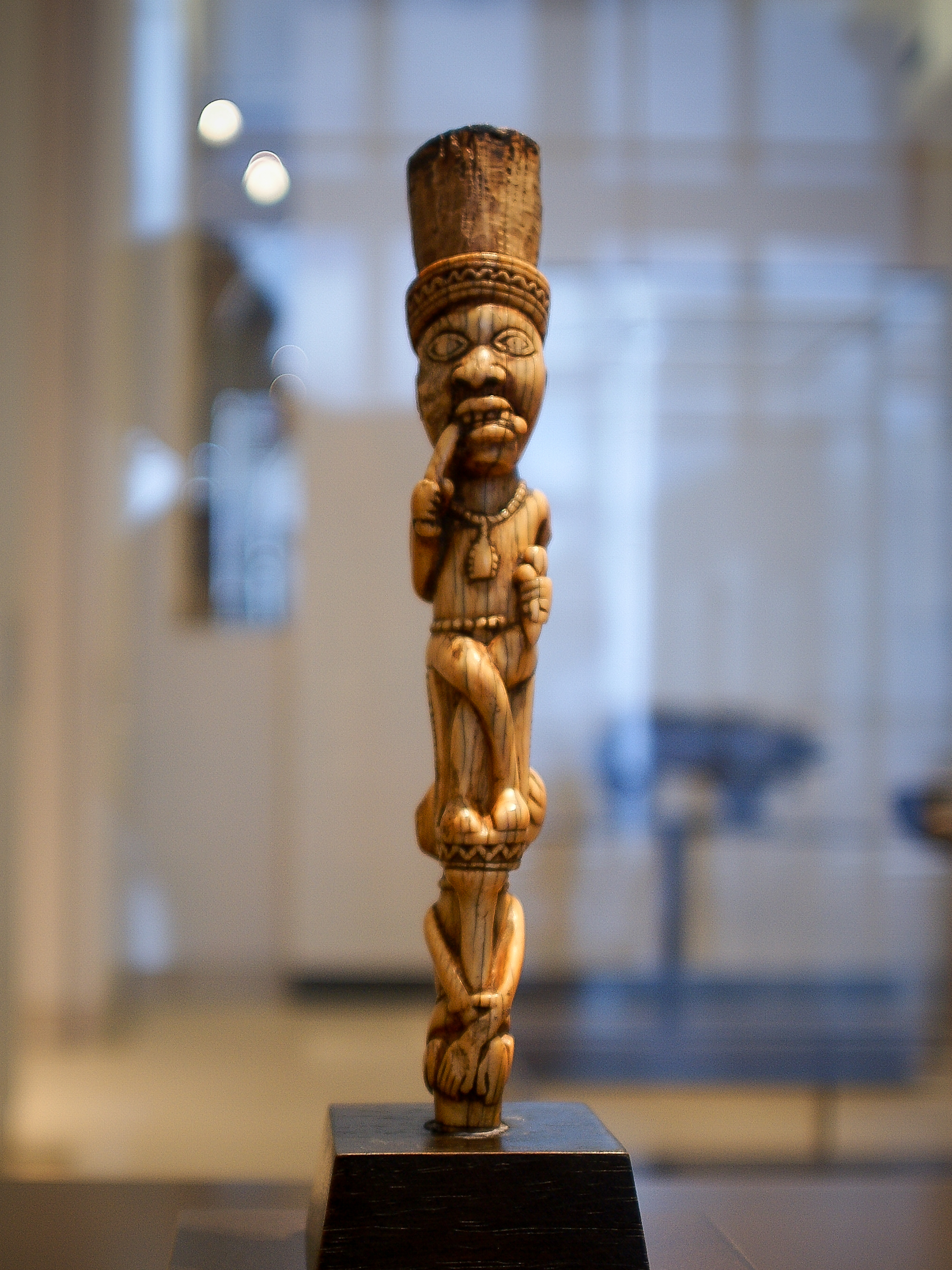
Sculpture yombé, sommet de sceptre
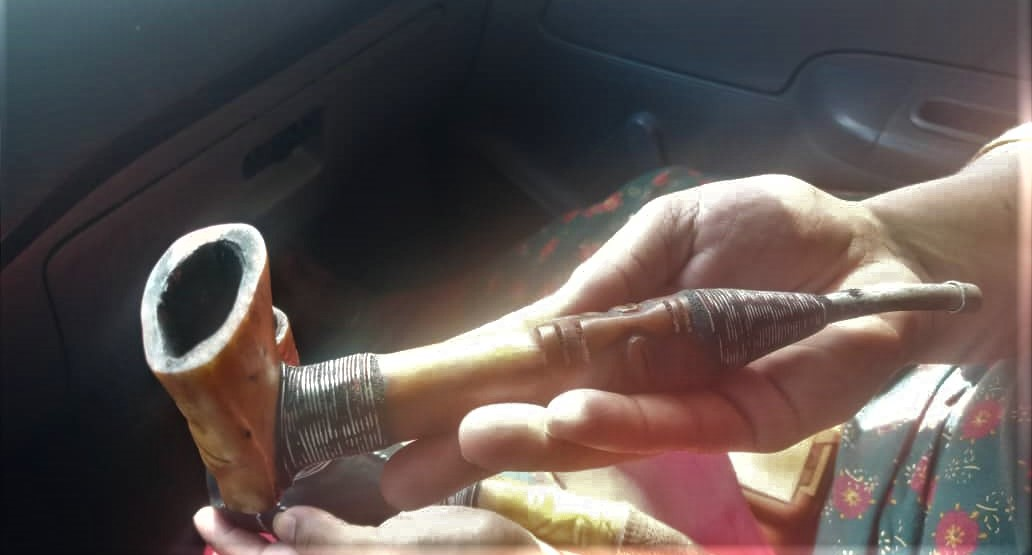
Pipe ancienne sculptée.

### Architecture
Avant la colonisation européenne, les populations vivaient dans des domaines. Chaque domaine familial comporte une enceinte de bois à l´intérieur de laquelle des huttes et des paillotes pour chaque membre de famille étaient disposées.
- Urbanisme
  - Histoire urbaine de Kinshasa, Kinshasa Symphony (2010)

### Photographie
Le précurseur Antoine Freitas (1919-1990), originaire d'Angola, parcourt le pays comme photographe ambulant dès 1935. Jean Depara (1928-1997) illustre la vie quotidienne – notamment nocturne – à Kinshasa, des années 1950 à 1970.

## Arts du spectacle
- Spectacle vivant, Performance, Art sonore

### Musique(s)

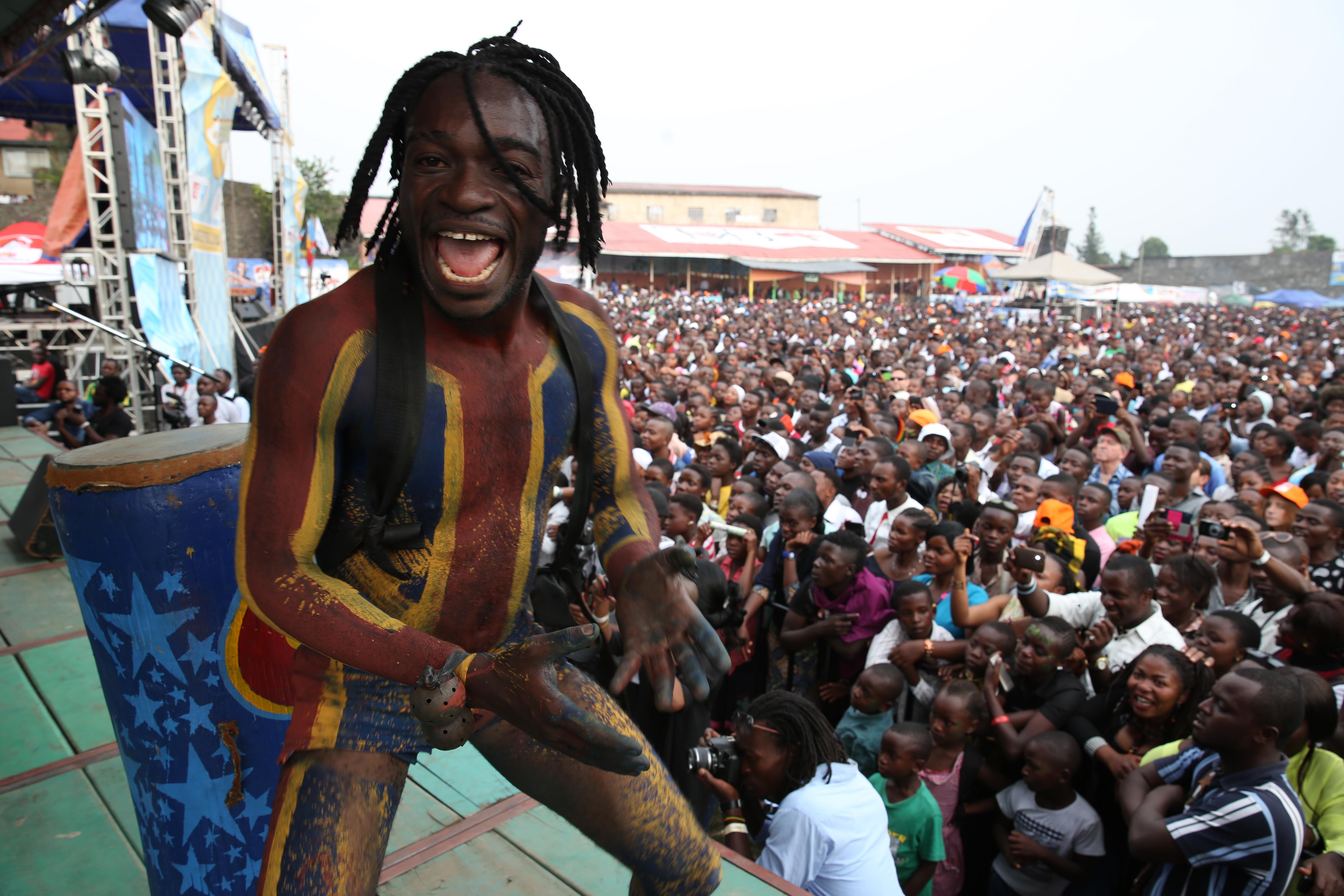
Festival Amani à Goma.

- Rumba congolaise
- Kokoko

### Théâtre
- Écrire pour le théâtre et le cinéma en République démocratique du Congo, article, 2005
- Jean-Marie Ngaki Kosi Un théâtre qui se construit, un théâtre pour reconstruire, 2008
- Festival N’Sangu Ndji-Ndji[30]

### Autres: marionnettes, mime, pantomime, prestidigitation
- Arts de la marionnette en RDC sur le site de l'Union internationale de la marionnette
- Galukoshi

### Cinéma
- Cinéma de la république démocratique du Congo
- Liste de films de la république démocratique du Congo
- Thierry Michel (1952-), documentariste belge,  Nostalgies post coloniales (1995), Mobutu roi du Zaïre (1999), Congo River (2006), Katanga Business (2009), Katanga, la guerre du cuivre (2010), L'Affaire Chebeya, un crime d'État ? (2012),

#### Réalisateurs
- Balufu Bakupa-Kanyinda (1957-)
- Guy Bomanyama-Zandu (en) (1972-)
- Dieudonné Hamadi (1984-)
- Mamadi Indoka (1976-)
- Guy Kabeya Muya (en) (1970-)
- Josef Kumbela (en)
- Roger Kwami Zinga (1943-2004)
- Monique Mbeka Phoba (1962-)
- Mwezé Ngangura (1950-)
- Petna Ndaliko Katondolo
- Djo Tunda wa Munga (1972-)
- Zeka Laplaine (Joseph) (1960-)
- Ecclésiaste Lemba (1992-)
- Zickry Casiodoro (1990-)

### Autres
- Vidéo, Jeux vidéo, Art numérique, Art interactif
- Réseau africain des promoteurs et entrepreneurs culturels (RAPEC), ONG
- Société africaine de culture, association (SAC, 1956), devenue Communauté africaine de culture (CAC)
- Congrès des écrivains et artistes noirs (1956)
- Festival mondial des arts nègres (1966, 2010)
- Confréries de chasseurs en Afrique

## Tourisme
- Tourisme en république démocratique du Congo (en)
- Attractions touristiques en république démocratique du Congo
- Conseils[31],[32]
- Rapport de mission de la Cour nationale du droit d'asile (France) en 2013

## Patrimoine
Le programme Patrimoine mondial (UNESCO, 1971) n'a pour ce pays rien inscrit dans sa liste du Patrimoine mondial (au 15/01/2016).
Le programme Patrimoine culturel immatériel a inscrit la rumba congolaise  dans sa liste représentative du patrimoine culturel immatériel de l’humanité (au 14/12/2021).
Le programme Mémoire du monde (UNESCO, 1992) n'a rien inscrit pour ce pays dans son registre international Mémoire du monde (au 15/01/2016).

### Musées et autres institutions
- Liste de musées en république démocratique du Congo
- Musée national de la république démocratique du Congo
- Musée royal de l'Afrique centrale (Tervuren, près de Bruxelles, en Belgique)
- Musée africain de Namur

### Liste du Patrimoine mondial
Le programme Patrimoine mondial (UNESCO, 1971) a inscrit dans sa liste du Patrimoine mondial (au 12/01/2016) : Liste du patrimoine mondial en république démocratique du Congo.

### Discographie
- (en) Congo : music of the Shi people, songs accompagnied by likembe (coll. Tsutomu Oohashi), Victor Entertainment Inc., Japon, 2000

### Filmographie
- Soul power, film documentaire de Jeffrey Lévy-Hinte, TF1 vidéo, Océan films, Paris, 2009, 93 min (DVD)